# Aeropuerto de Breslavia-Copérnico
El aeropuerto de Breslavia-Copérnico (en polaco: Port Lotniczy Wrocław im. Mikołaja Kopernika) (IATA: WRO, OACI: EPWR) se encuentra situado a 10 km al suroeste de Breslavia, (suroeste de Polonia).

## Historia
El aeropuerto de Breslavia fue construido en 1938 por las Fuerzas Aéreas Alemanas con fines militares, antes de la Segunda Guerra Mundial. Fue operado brevemente por las fuerzas soviéticas tras el paso de la guerra y antes de ser utilizado con fines civiles en 1945. Los primeros vuelos civiles tuvieron lugar dentro de territorio polaco, a ciudades como Varsovia, Lodz, Poznan y Katowice. En 1992 se incluyen otros destinos polacos como Cracovia, Rzeszów, Gdansk, Szczecin y Koszalin.
Port Lotniczy Wrocław S.A. se estableció como una empresa en enero de 1992 y los activos del aeropuerto de Breslavia, gestionados hasta el momento por una empresa estatal formada por las autoridades de Aeropuertos Polacos, fueron transferidos a esta nueva empresa en enero de 1993.
Los primeros vuelos internacionales llegaron en enero de 1993, estableciendo un servicio directo con Fráncfort, Alemania. En los últimos años, el aeropuerto ha realizado diversas mejoras. En mayo de 1997 se inauguró una nueva terminal de salidas para vuelos internacionales, seguida de una nueva terminal de salidas para vuelos nacionales en noviembre de 1998. En 1999 se construyó una terminal de carga, se instaló un nuevo sistema meteorológico y se inauguró una nueva sala de llegadas para vuelos internacionales. Durante el año 2000 se amplió la plataforma de estacionamiento de aeronaves y se construyó una nueva estación de bomberos. En 2001 se inauguró una nueva torre de control y un se creó un área libre de impuestos (en inglés: Duty Free Area). 
El 6 de diciembre de 2005, el aeropuerto fue renombrado como aeropuerto de Breslavia-Copérnico (en polaco: Port Lotniczy Wrocław im. Mikołaja Kopernika) en honor al astrónomo Nicolás Copérnico (en polaco: Mikolaj Kopernik). Se amplió la terminal de pasajeros, que fue inaugurada el mismo día. La nueva terminal tenía una capacidad para 750.000 pasajeros al año. Dicha capacidad fue rápidamente superada durante el 2007, y en consecuencia la terminal fue ampliada en 1900 m² para aliviar la congestión del aeropuerto, ajustándose a los requisitos del Acuerdo Schengen, que se llevó a cabo en los aeropuertos de Polonia el 31 de marzo de 2008.
El 30 de septiembre de 2009, la compañía húngara Wizz Air anunció el establecimiento de su duodécima base en el aeropuerto de Breslavia-Copérnico con la incorporación de un Airbus 320 a partir de julio de 2010.
En marzo de 2012 se abrió la terminal T2, lo que permite aumentar la capacidad del aeropuerto, a 3,2 millones de pasajeros al año.

## Estadísticas

### Evolución del año en curso
En la siguiente tabla se detalla el número total de pasajeros, operaciones y carga durante el año 2011:
| enero      | 99.632  | 1.661 | 73 |
| febrero    | 93.707  | 1.517 | 81 |
| marzo      | 95.406  | 1.837 | 99 |
| abril      | 110.339 | 1.950 | 86 |
| mayo       | 127.512 | 2.267 | 83 |
| junio      | 144.811 | 2.321 | 81 |
| julio      | 184.710 | 2.367 | 82 |
| agosto     | 185.390 | 2.476 | 80 |
| septiembre | 178.353 | 2.648 | 78 |
| octubre    | 144.753 | 2.239 | 77 |
| noviembre  | 110.946 | 2.071 | 77 |
| diciembre  | 113.000 | 1.985 | 71 |

### Evolución del tráfico por año

#### Pasajeros
En la siguiente tabla se detalla el número total de pasajeros entre los años 1997 y 2011:
| Tráfico total de pasajeros por año | Tráfico total de pasajeros por año | Tráfico total de pasajeros por año | Tráfico total de pasajeros por año | Tráfico total de pasajeros por año | Tráfico total de pasajeros por año | Tráfico total de pasajeros por año | Tráfico total de pasajeros por año | Tráfico total de pasajeros por año | Tráfico total de pasajeros por año |
|                                    |                                    |                                    |                                    |                                    | 1997                               | 1998                               | 1999                               | 2000                               | 2001                               |
| ---------------------------------- | ---------------------------------- | ---------------------------------- | ---------------------------------- | ---------------------------------- | ---------------------------------- | ---------------------------------- | ---------------------------------- | ---------------------------------- | ---------------------------------- |
|                                    |                                    |                                    |                                    |                                    | 146.760                            | 173.990                            | 191.502                            | 210.873                            | 247.537                            |
| 2002                               | 2003                               | 2004                               | 2005                               | 2006                               | 2007                               | 2008                               | 2009                               | 2010                               | 2011                               |
| 242.821                            | 284.334                            | 351.850                            | 465.528                            | 865.933                            | 1.280.511                          | 1.486.442                          | 1.365.456                          | 1.654.439                          | 1.657.472                          |

#### Operaciones
En la siguiente tabla se detalla el número total de operaciones entre los años 1997 y 2011:
| Tráfico total de operaciones por año | Tráfico total de operaciones por año | Tráfico total de operaciones por año | Tráfico total de operaciones por año | Tráfico total de operaciones por año | Tráfico total de operaciones por año | Tráfico total de operaciones por año | Tráfico total de operaciones por año | Tráfico total de operaciones por año | Tráfico total de operaciones por año |
|                                      |                                      |                                      |                                      |                                      | 1997                                 | 1998                                 | 1999                                 | 2000                                 | 2001                                 |
| ------------------------------------ | ------------------------------------ | ------------------------------------ | ------------------------------------ | ------------------------------------ | ------------------------------------ | ------------------------------------ | ------------------------------------ | ------------------------------------ | ------------------------------------ |
|                                      |                                      |                                      |                                      |                                      | 7.808                                | 9.468                                | 10.333                               | 11.858                               | 12.476                               |
| 2002                                 | 2003                                 | 2004                                 | 2005                                 | 2006                                 | 2007                                 | 2008                                 | 2009                                 | 2010                                 | 2011                                 |
| 11.040                               | 12.395                               | 18.509                               | 20.560                               | 25.002                               | 26.948                               | 31.739                               | 25.472                               | 23.627                               | 25.339                               |

#### Cargo
En la siguiente tabla se detalla el número total de toneladas facturadas entre los años 1997 y 2011:
| Tráfico total de mercancías por año | Tráfico total de mercancías por año | Tráfico total de mercancías por año | Tráfico total de mercancías por año | Tráfico total de mercancías por año | Tráfico total de mercancías por año | Tráfico total de mercancías por año | Tráfico total de mercancías por año | Tráfico total de mercancías por año | Tráfico total de mercancías por año |
|                                     |                                     |                                     |                                     |                                     | 1997                                | 1998                                | 1999                                | 2000                                | 2001                                |
| ----------------------------------- | ----------------------------------- | ----------------------------------- | ----------------------------------- | ----------------------------------- | ----------------------------------- | ----------------------------------- | ----------------------------------- | ----------------------------------- | ----------------------------------- |
|                                     |                                     |                                     |                                     |                                     | 1.116                               | 871                                 | 628                                 | 2.548                               | 1.172                               |
| 2002                                | 2003                                | 2004                                | 2005                                | 2006                                | 2007                                | 2008                                | 2009                                | 2010                                | 2011                                |
| 1.571                               | 1.183                               | 946                                 | 1.425                               | 1.357                               | 1.431                               | 1.105                               | 1.031                               | 946                                 | 957                                 |

### Estadísticas - 2012
En la siguiente tabla se detalla el número total de pasajeros, operaciones y carga durante el año 2012:,
| enero      | 112.168 | 112.168   | 1.871 | 74 |
| febrero    | 105.429 | 217.597   | 1.826 | 83 |
| marzo      | 121.654 | 339.251   | 2.181 | 86 |
| abril      | 172.666 | 511.917   | 2.622 | 81 |
| mayo       | 203.911 | 715.828   | 2.955 | 75 |
| junio      | 224.338 | 940.166   | 3.122 | 74 |
| julio      | 238.939 | 1.179.105 | 2.845 | 67 |
| agosto     | 216.784 | 1.395.889 | 2.501 | 82 |
| septiembre |         |           |       |    |
| octubre    |         |           |       |    |
| noviembre  |         |           |       |    |
| diciembre  |         |           |       |    |

## Aerolíneas y destinos directos
En la siguiente tabla se detallan las compañías y vuelos regulares operados en el aeropuerto de Breslavia-Copérnico:
| Aerolíneas                                        | Destinos |
| ------------------------------------------------- | --- |
| EuroLOT                                           | Gdansk, Leópolis |
| LOT Polish Airlines                               | Varsovia |
| LOT Polish Airlines operado por EuroLOT           | Fráncfort del Meno, Múnich, Varsovia |
| Lufthansa Regional operado por Lufthansa CityLine | Dusseldorf, Fráncfort del Meno, Múnich |
| Ryanair                                           | Alicante, Beauvais, Bolonia, Bournemounth, Brístol, Charleroi, Cork, Dublín, Midlands Orientales, Gerona, Glasgow-Prestwick, Hahn, La Canea, Lisbon, Liverpool, Málaga, Madrid, Malmoe, Malta, Milán-Bergamo, Londres-Stansted, Oslo Rygge, Roma-Ciampino, Roma-Fiumicino, Shannon, Valencia (Inicia el 29 de octubre de 2023), Venecia-Treviso, Weeze |
| SAS                                               | Copenhague |
| Wizz Air                                          | Beauvais, Cork, Dortmund, Eindhoven, Londres-Luton, Oslo-Sandefjord, Málaga, Valencia (Inicia en diciembre de 2023) |

## Códigos internacionales
- Código IATA: WRO
- Código OACI: EPWR